# 박기한
박기한(한국 한자: 朴基韓, 1985년 3월 1일 ~ )은 대한민국의 전 축구 선수이며, 포지션은 미드필더였다.